# Fokföldi függőcinege
A fokföldi függőcinege (Anthoscopus minutus) a verébalakúak (Passeriformes) rendjébe, ezen belül a függőcinege-félék (Remizidae) családjába tartozó, 8-9 centiméter hosszú madárfaj. Angola, Botswana, Namíbia, Dél-afrikai Köztársaság és Zimbabwe szubtrópusi, trópusi száraz szavannáin, bokros területein él. Pókokkal, rovarokkal, gyümölcsökkel táplálkozik. Októbertől februárig költ.

## Alfajai
- A. m. damarensis (Reichenow, 1905) – középnyugat- és délnyugat-Angola, észak-Namíbia, Botswana (kivétel délnyugati részei), északon Zimbabwe nyugati és középső részeitől délre Dél-afrikai Köztársaság északi részéig;
- A. m. minutus (Shaw, 1812) – nyugat- és dél-Namíbia, délnyugat-Botswana, nyugat és közép-Dél-afrikai Köztársaság;
- A. m. gigi (Winterbottom, 1959) – dél-Dél-afrikai Köztársaság.

## Fordítás
- Ez a szócikk részben vagy egészben  a   Cape penduline tit című angol Wikipédia-szócikk fordításán alapul.  Az eredeti cikk szerkesztőit annak laptörténete sorolja fel. Ez a jelzés csupán a megfogalmazás eredetét és a szerzői jogokat jelzi, nem szolgál a cikkben szereplő információk forrásmegjelöléseként.